# Squadra mobile (serie televisiva 1951)
Squadra mobile (Racket Squad) è una serie televisiva statunitense drammatica antologica andata in onda per tre stagioni e 98 episodi sulla CBS da giugno 1951 a settembre 1953.

## Trama
(John Braddock, all'inizio degli episodi)
Il capitano John Braddock, un detective che lavora nel dipartimento di polizia in una grande città americana senza nome, è alle prese con cittadini comuni intrappolati in tentativi di truffe pianificate sulla fiducia.
Introdotti e narrati dallo stesso detective, gli episodi illustrano i metodi e le macchinazioni di truffatori (le trame erano basate sui fascicoli reali di dipartimenti di polizia, organizzazioni imprenditoriali e altre agenzie degli Stati Uniti); alla fine, lo stesso detective fornisce agli spettatori consigli su come evitare di diventare essi stessi vittime delle truffe descritte in ciascun episodio.
Nei primi episodi Braddock si rivolgeva direttamente alla vittima in seconda persona; in quelli successivi ha narrato nella più convenzionale terza persona.
(John Braddock, alla fine degli episodi)

## Produzione
La serie, originariamente concepita nel 1950 per le syndication, e sponsorizzata da una marca di sigarette, venne trasmessa sulla CBS per tre stagioni e 98 episodi da giugno del 1951 al settembre del 1953. Venne diretta da James Tinling (24 episodi), George Blair, Erle C. Kenton, William Beaudine, James Flood, Paul Guilfoyle, William Asher, Howard Bretherton, Harve Foster, Arnold Laven e Frank McDonald.
Le riprese si svolsero negli Hal Roach Studios a Culver City, e furono rapide, con le 44 pagine di sceneggiatura girate in soli due giorni, e con un costo di 25.000 dollari a episodio, per i tempi un'enormità. Tra le numerosissime guest star della serie, diverse avranno in futuro ruoli di primo piano in film o in altre serie televisive. Nel 1956 tre episodi della serie, condensati, vennero trasformati in un film, Mobs, Inc., diretto da William Asher.
Dopo Squadra mobile, Reed Hadley fu ancora il protagonista di un'altra serie poliziesca drammatica sulla CBS tra marzo 1954 e giugno 1955, The Public Defender.

## Accoglienza
L'audience media della serie nella stagione 1951-1952 secondo la Nielsen Media Research fu di 4.896.000 spettatori, classificandosi in 30ª posizione.

## Home Video
Tra il 2003 e il 2012 vennero pubblicati dalla Alpha Video per il mercato statunitense undici volumi in DVD con 44 episodi della serie (quattro episodi per DVD).

## Episodi
| Stagione         | Episodi | Prima TV  |
| ---------------- | ------- | --------- |
| Prima stagione   | 13      | 1951      |
| Seconda stagione | 50      | 1951-1952 |
| Terza stagione   | 35      | 1952-1953 |